# Futebol no Afeganistão
O futebol é o esporte mais popular no Afeganistão. A Federação Afegã de Futebol foi fundada em 1922, sendo membro da FIFA desde 1948 e da AFC desde 1954. Em 1934, o primeiro clube de futebol do país foi fundado, o Mahmoudiyeh FC. Em 1941, foi fundado o Ariana Kabul FC. Em 2013, a seleção afegã venceu o Campeonato da SAFF (South Asian Football Federation Championship, em inglês), sendo este o primeiro torneio internacional vencido pela seleção.